# 宋伟龙
宋伟龙（1989年12月9日—），辽宁沈阳人，中国男子短道速滑运动员。他参加了2010年温哥华冬季奥运会的1500米和5000米接力的比赛。

## 职业生涯
宋伟龙获得过2009年世界短道速滑锦标赛5000米接力银牌、2009年世界短道速滑团体锦标赛银牌和2011年亚洲冬季运动会1000米金牌。